# Повстання 3 вересня

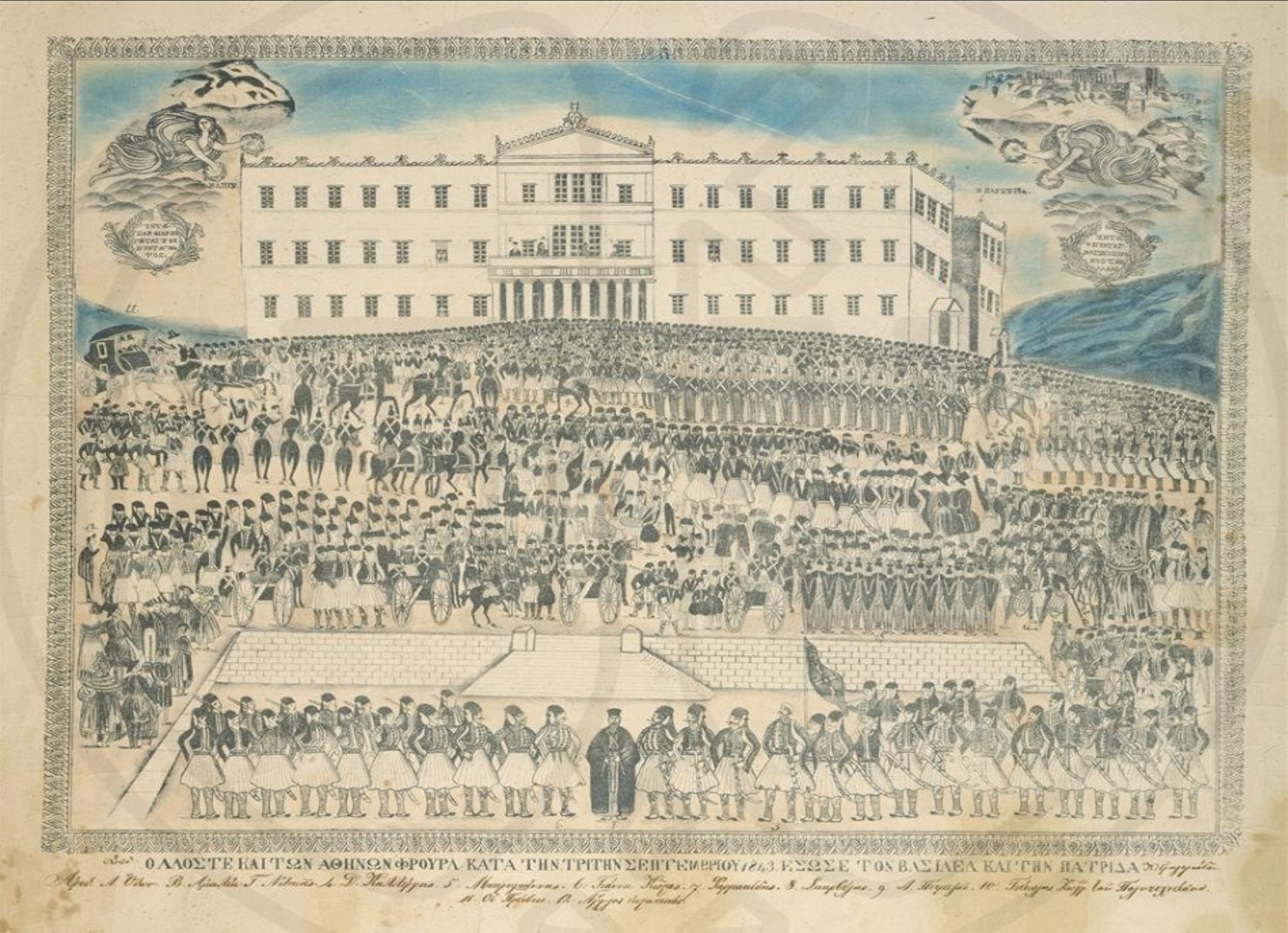
Повстання 3 вересня 1843 року

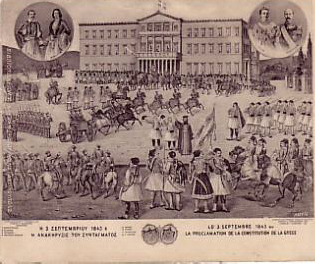
Площа Синтагма 3 вересня 1843 року

Повстання 3 вересня 1843 року  — повстанням грецької армії в Афінах проти абсолютизму правлячого короля Оттона Баварського, підтримане широкими верствами населення. Повстанці на чолі з ветеранами Грецької національно-визвольної війни, вимагали надання Конституції та виїзду баварських чиновників, які домінували в уряді країни. Революція мала успіх, розпочавши відлік нової доби конституційної монархії в Греції.

## Передумови
Під час Війни за Незалежність, грецькі повстанці прийняли низку ліберальних та прогресивних конституцій, а також обирали військові тимчасові уряди. Зі встановленням монархії у 1832 році та з початком правління баварського принца Оттона, усі ліберальні інститути були ліквідовані. Протягом наступних десяти років, Оттон та його регенти сконцентрували всю повноту влади у своїх руках, що викликало могутню хвилю невдоволення народу, який щойно звільнився від османського ярма. Існуючий режим греки називали «Баварократією», на кшталт попередніх «Франкократії» та «Туркократії». Найбільш непопулярнішим рішенням Оттона було розширення сфери вжитку німецької мови у державному управлінні.
Грецькі політики час від часу підбурювали народ покласти край такому становищу, а також вимагати вигнання до Німеччини усіх баварських чиновків та надання Греції Конституції. Одночасно вони не ставили під сумнів необхідність існування інституту монархії. Крім того, вони не прагнули навз'язати монарху свою Конституцію, бажаючи, щоб той дарував її сам. Ці вимоги підтримували одностайно усі політичні сили країни: усі грецькі політичні партії, французька, англійська та російська партії.

## Змова
Цар неодноразово відмовляв у задоволенні цих вимог, тож найрадикальніші кола вирішили вдатись до змови. 	
Головним змовниками були Янніс Макріянніс, Андреас Метаксас, Андре Лутос, Костянтин Зографос, Михайло Сутсос та Ригас Паламідіс. Вони зуміли схилити деяких посадовців на свій бік, серед них і полковника Дімітріоса Каллергіса — командувача афінської кавалерії, полковника Скарвеліса — командувача афінської піхоти та полковник Спіроміліса — очільника військової академії.
Таким чином, змовники заручились значною підтримкою армії. Їх ідея полягала в тому, щоб діяти дуже оперативно, аби мати змогу поставити монарха «перед фактом». Виступ був запланований на 25 березня 1844 року — річницю повстання проти турецького панування. Однак, втримати плани в секреті не вдалось. Янніс Макріянніс, наприклад, намагаючись завербувати все нових і нових змовників, виявив змову. Зрештою було вирішено виступати на початку вересня 1843 р.

## Повстання
У ніч на 2 вересня 1843 року, стало відомо, що імена змовників вже відомі поліції. За будинком Макріянніса  постійно стежили. Таким чином ініціативу перебрав на себе Каллергіс, він терміново скликав військових по казармах та рушив із ними до Королівського палацу, одночасно він віддав наказ звільнити в'язнів Медресе. Капітан Схінас, який командував артилерією в Афінах, отримав наказ придушити повстання, але зрештою вирішив сам приєднатись до повстанців. Прибувши до Королівського палацу, військовики почали вигукувати «Хай живе Конституція!».
Отто більше не міг зволікати, пристав на вимоги повсталих та в березні 1844 року надав Конституцію, фактично Державна рада Греції вже складала Конституцію в очікування спроби перевороту. Король Оттон запросив Андреаса Метаксаса сформувати та очолити уряд держави, а також уповноважив його скликати Національні збори, що і відбулось 10 листопада 1844 року у будівлі Старого парламента. З того ж часу площу перед тодішнім Королівським палацом почали називати площею Конституції.